# Casa Frederick K. Stearns
La Casa Frederick K. Stearns está ubicada en 8109 East Jefferson Avenue en la ciudad de Detroit, la más importante del estado de Míchigan (Estados Unidos). Fue incluida en el Registro Nacional de Lugares Históricos en 1985. Está directamente adyacente a la Casa Arthur M. Parker.

## Descripción
La Casa Frederick K. Stearns es una casa de dos pisos y medio construida con baldosas huecas. Tiene techo a dos aguas y fachadas de entramado de madera estucadas. La sensación medieval de la casa se acentúa mediante el uso de ventanas de distintos tamaños y mediante varios tramos salientes y amplias superficies de techo.

## Importancia
Esta casa se encuentra en el Distrito Histórico de Indian Village. Es significativa porque fue construida para Frederick K. Stearns, hijo del fundador de una empresa farmacéutica que construyó el Frederick Stearns Building, también ubicado en Jefferson Avenue, y quien fue su presidente desde 1887-1921. También es importante por su fino diseño medieval y de Arts and Crafts.
La estructura se ha reformado para convertirla en espacio de oficinas. A partir de 2008, los inquilinos incluyen la Autoridad Portuaria del Condado de Detroit-Wayne y Friends of Belle Isle.